# Das Geld liegt auf der Bank
Das Geld liegt auf der Bank ist ein deutsches Theaterstück von Curth Flatow, das am 4. Oktober 1968 Premiere im Berliner Hebbel-Theater hatte und über 500 Mal gespielt wurde. Aus dem Stück wurde unter der Regie von Ottokar Runze 1971 ein Film produziert, in dessen Hauptrolle Rudolf Platte spielte.

## Handlung
Gustav Kühnes Metier ist das Geldschrankknacken, welches er mit Hingabe betreibt. Als er in der Nacht zu seinem vierzigsten Geburtstag mit seinen beiden halbwüchsigen Söhnen von einem Einbruch nach Hause kommt, wird er von einem Kriminalkommissar in die Zange genommen. Er gelobt zu Gott, vierzig Jahre lang sein erlerntes Schlosserhandwerk nur noch legal zu betreiben, sollte der Kommissar keine belastenden Beweise finden. Er hat tatsächlich Glück, der Kommissar muss unverrichteter Dinge wieder gehen.
Kühne wird achtzig, die Söhne haben reüssiert, der eine als Gymnasialdirektor und der andere als Großverleger. „Der kühne Gustav“ beschließt, sich selbst nach Ablauf seines Gelübdes zum Geburtstag einen Einbruch in eine „hübsche kleine Bank“ zu schenken. Seinen Söhnen sträuben sich die Haare. Aber der Verleger hat schließlich eine Idee, wie alle Beteiligten zu ihrem Recht und dem Ganzen zu einem überraschenden Happy End zu verhelfen wäre.

## Weitere Fernsehproduktionen
- 1970: Regie: Herbert Fuchs; mit Fritz Muliar, Erni Mangold, Samuel Bosse, Michael Toost, Elga Weinberger u. a.
- 1978: Regie: Karl Wesseler; mit Willy Millowitsch, Elisabeth Endriss, Simone Rethel, Ulrich Faulhaber, Peter Millowitsch u. a.
- 1990: Regie: Isolde Müller-Rinker; mit Georg Thomalla, Nora von Collande, Utz Richter, Eckart Dux, Geriet Schieske u. a.
- 2004: Regie: Wilfried Dziallas; mit Jens Scheiblich, Beate Kiupel, Robert Eder, Nils Owe Krack, Wolfgang Sommer u. a.